# Смит, Филлис
Фи́ллис Смит (англ. Phyllis Smith, род. 10 июля 1951) — американская комедийная актриса.

## Биография
Филлис Смит родилась в Миссури и в 1972 году со степенью бакалавра в области преподавания начального образования окончила Университет Миссури в Сент-Луис. В 1970-х и 1980-х годах она работала танцовщицей, но после травмы колена ей пришлось сменить профессию. В 1990-х годах она начала карьеру ассоциированного директора по кастингу, в особенности в 1994—1997 годах работала в сериале «Доктор Куин, женщина-врач».
Смит наиболее известна благодаря своей роли Филлис Вэнс в комедийном сериале «Офис», где она снималась с 2005 по 2013 год, вплоть до финала шоу. Эту роль она получила не имея актёрского опыта, просто пройдя прослушивание у продюсеров. В 2007 и 2008 годах с другими актёрами она была отмечена премией Гильдии актёров США за лучший актёрский состав в комедийном сериале. В 2011 году она сыграла роль коллеги Камерон Диас в кинофильме «Очень плохая училка».

## Фильмография
| Год       |     | Русское название                  | Оригинальное название                | Роль                            |
| --------- | --- | --------------------------------- | ------------------------------------ | ------------------------------- |
| 1991      | мф  | Принцесса и гоблин                | The Princess and the Goblin          | рассказчица                     |
| 2005      | с   | Замедленное развитие              | Arrested Development                 | Карла                           |
| 2005      | ф   | Сорокалетний девственник          | The 40-Year-Old Virgin               | мать Энди                       |
| 2005—2013 | с   | Офис                              | The Office                           | Филлис Вэнс                     |
| 2006      | ф   | С кем бы отведать сыра            | I Want Someone to Eat Cheese With    | Марша                           |
| 2006      | с   | Офис: Бухгалтеры                  | The Office: The Accountants          | Филлис Вэнс                     |
| 2008      | с   | Офис: Вспышка гнева               | The Office: The Outburst             | Филлис Вэнс                     |
| 2011      | ф   | Очень плохая училка               | Bad Teacher                          | Линн Дейвис                     |
| 2011      | ф   | Как по маслу                      | Butter                               | Нэнси                           |
| 2011      | ф   | Элвин и бурундуки 3               | Alvin and the Chipmunks: Chipwrecked | бортпроводница                  |
| 2013      | с   | Третья жена                       | Trophy Wife                          | мисисс Стайнберг                |
| 2014      | с   | Бывает и хуже                     | The Middle                           | мисс Хафф                       |
| 2014—2021 | мс  | —                                 | The Funny Cartoons Show              | н/д                             |
| 2015      | мф  | Головоломка                       | Inside Out                           | Печаль                          |
| 2015      | ки  | —                                 | Disney Infinity 3.0                  | Печаль                          |
| 2015      | мф  | Первое свидание Райли?            | Riley’s First Date?                  | Печаль                          |
| 2016—2019 | с   | ОА                                | The OA                               | Элизабет «Бетти» Бродерик-Аллен |
| 2017      | с   | —                                 | Nunsense                             | Джулия                          |
| 2019      | кор | Уровень тревоги: Полночь          | Threat Level Midnight: The Movie     | вторая холостячка               |
| 2020      | ф   | Барб и Стар едут в Виста дель Мар | Barb and Star Go to Vista Del Mar    | Делорес                         |
| 2024      | мф  | Головоломка 2                     | Inside Out 2                         | Печаль                          |